# Lanfrède Ier
Lanfrède, (Lanfredius en latin), premier du nom, aurait été le deuxième abbé de Mozac en Basse-Auvergne (France) à une époque incertaine, probablement au VIIIe siècle.
Il succède au premier abbé Euterius, nommé par Calmin le fondateur de l'abbaye.
Il est cité dans la charte de donation du roi Pépin le Bref (764) ou de Pépin II d'Aquitaine (848) qui plaça l'abbaye de Mozac sous protection royale : "Lanfredius abbas".
On ne sait rien de plus concernant sa biographie, ni ses actions à Mozac.

### Sources
- Note :

1. ↑  BNF, collection Moreau, vol. 284, fol. 160.

- Bibliographie :
  - Abbé Cohadon, Recherches historiques sur Mauzac, son abbaye, son église, in "Tablettes historiques de l'Auvergne", 1844.
  - Hippolyte Gomot, Histoire de l'abbaye royale de Mozat, 1872.